# Fußball-Brandenburgliga 2024/25
Die  Saison 2024/25 war die 35. Spielzeit der Brandenburgliga und die 17. als sechsthöchste Spielklasse im Fußball der Männer in Deutschland. Sie begann am 23. August 2024 mit dem 1. Spieltag und endete am 21. Juni 2025 mit dem 30. Spieltag.
Der SG Union Klosterfelde wurde in dieser Saison zum ersten Mal Landesmeister in Brandenburg. Der 1. FC Frankfurt errang knapp, mit vier Punkten Rückstand, die Vizemeisterschaft. Zur Winterpause führte der SG Union Klosterfelde nach der Hinrunde noch die Tabelle der Brandenburgliga an und sicherte sich damit auch den inoffiziellen Titel des Herbstmeisters.
Als Absteiger standen nach dem 30. Spieltag die SG Fortuna Babelsberg, SV Zehdenick 1920 und der SV Grün-Weiß Lübben fest und mussten in die Landesliga absteigen.

## Teilnehmer
An der Spielzeit 2024/25 nahmen insgesamt 16 Vereine teil.
| ▼ Absteiger aus der Oberliga Nordost 2023/24 |
| -------------------------------------------- |
| FSV Union Fürstenwalde                       |

| Mannschaften aus der Brandenburgliga 2023/24 | Mannschaften aus der Brandenburgliga 2023/24 | Mannschaften aus der Brandenburgliga 2023/24 |
| -------------------------------------------- | -------------------------------------------- | -------------------------------------------- |
| Oranienburger FC Eintracht 1901              | TSG Einheit Bernau                           | TuS 1896 Sachsenhausen                       |
| Werderaner FC Viktoria 1920                  | 1. FC Frankfurt                              | SV Blau-Weiß Petershagen-Eggersdorf          |
| Märkischer SV 1919 Neuruppin                 | SV Grün-Weiß Lübben                          | SG Union Klosterfelde                        |
| SV Zehdenick 1920                            | Brandenburger SC Süd 05                      | SV Germania 90 Schöneiche                    |
| SG Fortuna Babelsberg                        |                                              |                                              |

| ▲ Aufsteiger aus der Landesliga 2023/24 | ▲ Aufsteiger aus der Landesliga 2023/24 |
| --------------------------------------- | --------------------------------------- |
| SV Altlüdersdorf                        | BSC Preußen 07 Blankenfelde-Mahlow      |

## Spielstätten
Die Spielstätten sind nach den Kapazitäten sortiert.
| Logo | Verein                              | Stadion                          | Standort                 | Kapazität |
| ---- | ----------------------------------- | -------------------------------- | ------------------------ | --------- |
|      | 1. FC Frankfurt                     | Stadion der Freundschaft         | Frankfurt (Oder)         | 12.000    |
|      | FSV Union Fürstenwalde              | Bonava-Arena                     | Fürstenwalde/Spree       | 5.000     |
|      | Brandenburger SC Süd 05             | Werner-Seelenbinder-Sportplatz   | Brandenburg an der Havel | 5.000     |
|      | Märkischer SV 1919 Neuruppin        | Volksparkstadion                 | Neuruppin                | 5.000     |
|      | BSC Preußen 07 Blankenfelde-Mahlow  | Sportplatz Beethovenstraße       | Blankenfelde-Mahlow      | 4.000     |
|      | SV Grün-Weiß Lübben                 | Stadion der Völkerfreundschaft   | Lübben (Spreewald)       | 3.000     |
|      | Werderaner FC Viktoria 1920         | Arno-Franz-Sportplatz            | Werder (Havel)           | 3.000     |
|      | TSG Einheit Bernau                  | Sportplatz am Wasserturm         | Bernau bei Berlin        | 3.000     |
|      | SV Blau-Weiß Petershagen-Eggersdorf | Waldsportplatz                   | Petershagen/Eggersdorf   | 2.500     |
|      | SG Fortuna Babelsberg               | Sternsportplatz                  | Babelsberg               | 2.500     |
|      | SV Zehdenick 1920                   | Gema Baustoffe-Arena             | Zehdenick                | 2.500     |
|      | Oranienburger FC Eintracht 1901     | Orafol-Arena                     | Oranienburg              | 2.200     |
|      | TuS 1896 Sachsenhausen              | ELGORA-Stadion                   | Sachsenhausen            | 2.100     |
|      | SG Union Klosterfelde               | Sportplatz an der Mühlenstraße   | Klosterfelde             | 2.000     |
|      | SV Germania 90 Schöneiche           | Friedrich-Ludwig-Jahn-Sportplatz | Schöneiche               | 2.000     |
|      | SV Altlüdersdorf                    | Sport- & Gemeindezentrum         | Altlüdersdorf            | 2.000     |

## Tabelle
| Pl. | Verein                                 | Sp. | S  | U | N  | Tore    | Diff. | Punkte | Anm. |
| --- | -------------------------------------- | --- | -- | - | -- | ------- | ----- | ------ | ---- |
| 1.  | SG Union Klosterfelde 1                | 30  | 19 | 6 | 5  | 072:250 | +47   | 63     | ▲    |
| 2.  | 1. FC Frankfurt 1                      | 30  | 18 | 5 | 7  | 064:360 | +28   | 59     |      |
| 3.  | SV Blau-Weiß Petershagen-Eggersdorf    | 30  | 17 | 3 | 10 | 049:410 | +8    | 54     |      |
| 4.  | Oranienburger FC Eintracht 1901 1      | 30  | 15 | 7 | 8  | 064:400 | +24   | 52     |      |
| 5.  | TuS 1896 Sachsenhausen                 | 30  | 15 | 7 | 8  | 052:400 | +12   | 52     |      |
| 6.  | SV Altlüdersdorf (N)                   | 30  | 15 | 5 | 10 | 063:550 | +8    | 50     |      |
| 7.  | SV Germania 90 Schöneiche              | 30  | 15 | 4 | 11 | 064:370 | +27   | 49     |      |
| 8.  | Märkischer SV 1919 Neuruppin           | 30  | 13 | 7 | 10 | 058:420 | +16   | 46     |      |
| 9.  | Werderaner FC Viktoria 1920            | 30  | 12 | 8 | 10 | 049:480 | +1    | 44     |      |
| 10. | Brandenburger SC Süd 05                | 30  | 12 | 5 | 13 | 051:500 | +1    | 41     |      |
| 11. | FSV Union Fürstenwalde (A)             | 30  | 9  | 8 | 13 | 052:550 | −3    | 35     |      |
| 12. | SV Grün-Weiß Lübben 2                  | 30  | 10 | 3 | 17 | 041:900 | −49   | 33     | ▼    |
| 13. | TSG Einheit Bernau                     | 30  | 10 | 2 | 18 | 037:490 | −12   | 32     |      |
| 14. | BSC Preußen 07 Blankenfelde-Mahlow (N) | 30  | 7  | 7 | 16 | 051:830 | −32   | 28     |      |
| 15. | SG Fortuna Babelsberg                  | 30  | 4  | 9 | 17 | 028:590 | −31   | 21     | ▼    |
| 16. | SV Zehdenick 1920                      | 30  | 5  | 2 | 23 | 039:840 | −45   | 17     | ▼    |

| Zum Saisonende 2024/25: |                                             |
| ▲                       | Aufstieg in die Oberliga Nordost 2025/26    |
| ▼                       | Abstieg in die jeweilige Landesliga 2025/26 |

### Auf- und Abstiegsregelung
Die genaue Anzahl der Absteiger aus der Brandenburgliga richtete sich zunächst nach der Zahl der Absteiger aus der Oberliga Nordost 2024/25. Es stiegen in diesem Fall mit den Mannschaften SV 1908 Grün-Weiss Ahrensfelde und Ludwigsfelder FC zwei Vereine aus der Oberliga in die Brandenburgliga ab. Woraufhin in der abgelaufenen Saison drei Vereine den Gang in die Landesliga antreten mussten.
| Anzahl Mannschaften 2024/25         | 16 | 16 | 16 | 16 | 16 | 16 |
| + Absteiger aus der Oberliga        | 0  | 1  | 2  | 3  | 4  | 5  |
| − Aufsteiger zur Oberliga           | 1  | 1  | 1  | 1  | 1  | 1  |
| + Aufsteiger aus der Landesliga     | 2  | 2  | 2  | 2  | 2  | 2  |
| − Absteiger aus der Brandenburgliga | 1  | 2  | 3  | 4  | 5  | 5  |
| = Anzahl Mannschaften 2025/26       | 16 | 16 | 16 | 16 | 16 | 17 |

## Kreuztabelle
Die Kreuztabelle stellt die Ergebnisse aller Spiele dieser Saison dar. Die Heimmannschaft ist in der linken Spalte, die Gastmannschaft in der oberen Zeile aufgelistet.
| 2024/25                             | 1. FC Frankfurt | Märkischer SV 1919 Neuruppin | FSV Union Fürstenwalde | Oranienburger FC Eintracht 1901 | TSG Einheit Bernau | TuS 1896 Sachsenhausen | Werderaner FC Viktoria 1920 | Brandenburger SC Süd 05 | SV Blau-Weiß Petershagen-Eggersdorf | SV Grün-Weiß Lübben | SG Union Klosterfelde | SV Zehdenick 1920 | SG Fortuna Babelsberg | SV Germania 90 Schöneiche | SV Altlüdersdorf | BSC Preußen 07 Blankenfelde-Mahlow |
| ----------------------------------- | --------------- | ---------------------------- | ---------------------- | ------------------------------- | ------------------ | ---------------------- | --------------------------- | ----------------------- | ----------------------------------- | ------------------- | --------------------- | ----------------- | --------------------- | ------------------------- | ---------------- | ---------------------------------- |
| 1. FC Frankfurt                     |                 | 3:1                          | 2:2                    | 2:3                             | 0:1                | 1:0                    | 5:0                         | 0:1                     | 1:0                                 | 7:0                 | 1:1                   | 3:1               | 2:2                   | 2:1                       | 2:5              | 4:1                                |
| Märkischer SV 1919 Neuruppin        | 0:2             |                              | 3:0                    | 1:1                             | 1:0                | 3:3                    | 7:2                         | 1:1                     | 3:4                                 | 2:2                 | 0:1                   | 4:0               | 1:0                   | 4:0                       | 2:1              | 4:0                                |
| FSV Union Fürstenwalde              | 1:3             | 4:2                          |                        | 0:3                             | 1:1                | 1:1                    | 1:1                         | 1:1                     | 4:0                                 | 6:1                 | 2:2                   | 1:1               | 5:2                   | 3:0                       | 1:2              | 4:2                                |
| Oranienburger FC Eintracht 1901     | 2:1             | 2:2                          | 4:1                    |                                 | 1:3                | 1:2                    | 3:0                         | 1:3                     | 1:4                                 | 4:0                 | 0:2                   | 5:1               | 6:2                   | 0:0                       | 3:2              | 2:2                                |
| TSG Einheit Bernau                  | 0:2             | 4:0                          | 0:1                    | 0:3                             |                    | 0:1                    | 3:3                         | 2:4                     | 1:2                                 | 2:4                 | 0:2                   | 3:1               | 2:1                   | 0:2                       | 4:0              | 2:1                                |
| TuS 1896 Sachsenhausen              | 0:0             | 2:1                          | 3:2                    | 2:1                             | 1:0                |                        | 0:4                         | 1:0                     | 3:0                                 | 2:3                 | 3:5                   | 4:0               | 2:0                   | 2:1                       | 2:0              | 1:3                                |
| Werderaner FC Viktoria 1920         | 1:4             | 1:0                          | 2:1                    | 1:0                             | 3:1                | 1:1                    |                             | 2:4                     | 2:0                                 | 0:0                 | 0:1                   | 2:1               | 0:0                   | 0:3                       | 3:5              | 2:1                                |
| Brandenburger SC Süd 05             | 0:1             | 1:1                          | 2:0                    | 0:1                             | 2:0                | 3:4                    | 1:0                         |                         | 1:2                                 | 3:2                 | 1:5                   | 1:0               | 1:4                   | 1:2                       | 0:2              | 5:4                                |
| SV Blau-Weiß Petershagen-Eggersdorf | 3:1             | 0:3                          | 3:0                    | 1:1                             | 1:0                | 1:0                    | 0:2                         | 0:0                     |                                     | 3:1                 | 1:0                   | 2:0               | 2:0                   | 1:4                       | 1:1              | 5:1                                |
| SV Grün-Weiß Lübben                 | 1:3             | 0:3                          | 3:0                    | 0:2                             | 1:0                | 2:1                    | 0:10                        | 2:4                     | 0:2                                 |                     | 0:7                   | 1:6               | 1:1                   | 1:0                       | 4:0              | 4:3                                |
| SG Union Klosterfelde               | 0:2             | 1:0                          | 3:1                    | 1:1                             | 0:1                | 1:1                    | 0:0                         | 4:1                     | 1:3                                 | 2:0                 |                       | 3:0               | 5:0                   | 1:2                       | 1:1              | 4:1                                |
| SV Zehdenick 1920                   | 2:3             | 1:2                          | 0:4                    | 2:4                             | 2:1                | 0:4                    | 4:2                         | 1:6                     | 1:2                                 | 1:3                 | 1:3                   |                   | 2:0                   | 1:8                       | 0:1              | 2:3                                |
| SG Fortuna Babelsberg               | 0:4             | 2:0                          | 1:1                    | 0:1                             | 0:3                | 1:1                    | 0:2                         | 1:1                     | 3:1                                 | 0:3                 | 1:3                   | 1:4               |                       | 0:0                       | 2:3              | 1:1                                |
| SV Germania 90 Schöneiche           | 1:3             | 1:2                          | 0:3                    | 3:1                             | 3:0                | 4:1                    | 0:1                         | 3:2                     | 2:0                                 | 7:0                 | 0:2                   | 3:0               | 0:0                   |                           | 4:0              | 7:1                                |
| SV Altlüdersdorf                    | 6:0             | 1:3                          | 2:0                    | 2:2                             | 4:0                | 0:3                    | 1:1                         | 1:0                     | 4:3                                 | 6:2                 | 0:2                   | 4:3               | 1:0                   | 2:2                       |                  | 2:4                                |
| BSC Preußen 07 Blankenfelde-Mahlow  | 0:0             | 2:2                          | 5:1                    | 0:5                             | 2:3                | 1:1                    | 1:1                         | 2:1                     | 0:2                                 | 3:0                 | 1:9                   | 1:1               | 1:3                   | 3:1                       | 1:4              |                                    |

## Statistiken

### Torschützenliste
| Pl. | Spieler             | Mannschaft                         | Tore |
| --- | ------------------- | ---------------------------------- | ---- |
| 1.  | Aaron Marcel Weber  | SV Germania 90 Schöneiche          | 24   |
| 2.  | Patrick Richter     | Brandenburger SC Süd 05            | 21   |
| 3.  | David Nieland       | BSC Preußen 07 Blankenfelde-Mahlow | 18   |
| 4.  | Ceif Ben-Abdallah   | SV Altlüdersdorf                   | 17   |
| 4.  | Caner Özcin         | SG Union Klosterfelde              | 17   |
| 6.  | Philip Einsiedel    | SG Union Klosterfelde              | 15   |
| 6.  | Abdul-Hamid Saadaev | Oranienburger FC Eintracht 1901    | 15   |

### Zuschauertabelle
Die Zuschauertabelle zeigt die besuchten Heimspiele an. Die Reihenfolge ist nach der Zuschaueranzahl sortiert.
|        | Verein | Verein                              | Zuschauer | ø pro Spiel | Auslastung |
| ------ | ------ | ----------------------------------- | --------- | ----------- | ---------- |
| 01.    |        | SG Union Klosterfelde               | 4235      | 282         | 14,1 %     |
| 02.    |        | TuS 1896 Sachsenhausen              | 3969      | 265         | 12,6 %     |
| 03.    |        | 1. FC Frankfurt                     | 3544      | 236         | 23,6 %     |
| 04.    |        | Oranienburger FC Eintracht 1901     | 3253      | 217         | 9,9 %      |
| 05.    |        | Märkischer SV 1919 Neuruppin        | 2812      | 187         | 9,4 %      |
| 06.    |        | FSV Union Fürstenwalde              | 2606      | 174         | 3,5 %      |
| 07.    |        | SV Altlüdersdorf                    | 2434      | 162         | 8,1 %      |
| 08.    |        | Brandenburger SC Süd 05             | 2280      | 152         | 3 %        |
| 09.    |        | SV Blau-Weiß Petershagen-Eggersdorf | 2200      | 147         | 5,9 %      |
| 10.    |        | SV Zehdenick 1920                   | 2187      | 146         | 5,8 %      |
| 11.    |        | SV Germania 90 Schöneiche           | 1537      | 102         | 5,1 %      |
| 12.    |        | SG Fortuna Babelsberg               | 1338      | 89          | 4,5 %      |
| 13.    |        | SV Grün-Weiß Lübben                 | 1236      | 82          | 2,7 %      |
| 14.    |        | TSG Einheit Bernau                  | 1187      | 79          | 2,6 %      |
| 15.    |        | BSC Preußen 07 Blankenfelde-Mahlow  | 1157      | 77          | 1,9 %      |
| 16.    |        | Werderaner FC Viktoria 1920         | 912       | 61          | 2 %        |
| Gesamt | Gesamt | Gesamt                              | 36887     | 154         | 66,7 %     |